# Khirbet Ghazi
Khirbet Ghazi (tiếng Ả Rập: خربة غازي) là một ngôi làng ở phía tây Syria, một phần hành chính của Tỉnh Homs, phía tây nam Homs. Các địa phương gần đó bao gồm Wujuh al-Hajar và Laftaya ở phía tây nam. Theo Cục Thống kê Trung ương (CBS), Khirbet Ghazi có dân số 3.056 trong cuộc điều tra dân số năm 2004.